# Costoja (Montferrer i Castellbò)
Costoja o Costoia, fou la seu d'un priorat hospitaler, a partir de 1220 s'instal·là la comanda de Santa Maria de Costoja, de la qual depenia l'hospital de Sant Joan de Berga.
El 1263 el seu comanador governava també la casa d'Isot. Vers el 1340 era la casa de menys rendes de Catalunya i per això va unir-se a la comanda de Susterris (Pallars Jussà), unió que encara perdurava el 1752, quan ja no tenia cap mena de comunitat. Es trobava ja arruïnada el 1860.
A Costoja foren enterrats els vescomtes de Castellbò Arnau I (1226) i Ermessenda (1230), les despulles dels quals el 1269 foren exhumades i tretes d'allà per haver estat condemnats com a heretges albigesos per la inquisició.
De l'església, en resten només fragments de l'absis, de base semicircular, i de les façanes oest, amb una filada d'opus spicatum, i est, on es conserva una finestra de secció prismàtica. La porta d'entrada, a la paret oest i avui tapiada, és un arc de mig punt.